# Kåre Bjerkø
Kåre Bjerkø (født 12. november 1965 i Aarhus) er en dansk komponist, arrangør, musiker, kapelmester og producer, der især har arbejdet med musik til teater og film og blandt andet sammen med Nikolaj Cederholm satte verdens første teaterkoncert op på Dr. Dante, Gasolin' teaterkoncert, i 1994. Han har blandt andet modtaget en Bodil for sit virke.

## Karriere
Kåre Bjerkø har læst musik på Københavns Universitet, og han har en master i oplevelsesledelse fra RUC, men er som musiker autodidakt. Han spillede i 1980'erne i forskellige sammenhænge, heriblandt med Lars H.U.G., Loveshop og Sweethearts. I 1994 blev han huskomponist hos Dr. Dante, og her bidrog han med musik og tekster til flere forestillinger. Han fik et gennembrud her, da han sammen med teatrets leder, Nikolaj Cederholm, skabte verdens første teaterkoncert, Gasolin' teaterkoncert, over denne gruppes musik. I 1995 begyndte Bjerkø også at skrive musik til film og tv, da han skrev musikken til Henrik Ruben Genz' afgangsfilm Omveje fra filmskolen. Han fulgte op med musikken til tv-julekalenderen for voksne, Juletestamentet, hvorfra sangen "Vil du være min i nat?" med Caroline Henderson siden jævnligt er spillet ved juletid.
Senere har han skrevet musik til film som En som Hodder (2003), Se til venstre, der er en svensker (hvori han også ses som musiker, 2003), Frygtelig lykkelig (2008) og Skytten (2013). I 2009 fik han en Sær-Bodil for sin musik til Det som ingen ved, Frygtelig lykkelig og Lille soldat, og i 2004 fik han en særpris for musikken til Se til venstre, der er en svensker på Paris Film Festival.
Han er fortsat også aktiv i teatermiljøet og var musikalsk arrangør og musiker på teaterkoncerten American Spirit med Johnny Cash-musik i 2016 på Aarhus Teater og Aveny-T.

## Filmmusik
- Who's Hitler? (kortfilm, 1995)
- Juletestamentet (tv-serie, 1995)
- Bror, min bror (kortfilm, 1999)
- You can't eat fishing (kortfilm, 1999)
- Mirakel (2000)
- Drengene fra Vollsmose (tv-dokumentarfilm, 2002)
- Lille mand - lille mand (kortfilm, 2002)
- Forsvar (tv-serie, otte afsnit, 2003-2004)
- Se til venstre, der er en svensker (2004)
- En som Hodder (2004)
- Pip og papegøje (kortfilm, 2005)
- Lilla grisen flygar (kortfilm, 2005)
- Fluerne på væggen (2005)
- Independent Lens (tv-dokumentarserie, et afsnit, 2005)
- 1 : 1 (2006)
- Absalons hemmelighed (tv-julekalender, 2006)
- Danni (tv-serie, 2006)
- Det som ingen ved (2008)
- Frygtelig lykkelig (2008)
- Lille soldat (2008)
- Det som ingen ved om Søren Kragh-Jacobsen (kortfilm, 2009)
- Blekingegadebanden (dokumentarfilm, 2009)
- Undskyld jeg forstyrrer (2012)
- Skytten (2013)
- Bankerot (tv-serie, ti afsnit, 2014-2015)
- Gud taler ud (2017)